# Pavel Andrš
Pavel Andrš (* 8. dubna 1977 Liberec, Československo) je český římskokatolický duchovní a kanonista.

## Život
Vystudoval teologii na pražské Katolické teologické fakultě Karlovy univerzity. Mezi roky 2006 až 2008 působil v duchovní správě jako farní vikář v Ústí nad Labem-Střekov. Poté odešel do Říma studovat kanonické právo na Papežské lateránské univerzitě a bydlel v papežské koleji pro české bohoslovce Nepomucenum. Když dne 7. ledna 2011 zemřel farář hejnické farnosti Miloš Raban, existoval reálný předpoklad, že jej ve funkci nahradí polský kněz Jacek Wszola, který Rabanovi v posledních letech jeho života vypomáhal při bohoslužbách. Litoměřický biskup Jan Baxant, do jehož pravomoci hejnická farnost patří, však rozhodl jinak. Otce Wszolu přeložil do farnosti v Novém Městě pod Smrkem a novým hejnickým administrátorem se stal Pavel Andrš. Ten se svěřeného úkolu po dokončení římského studia ujal od 1. září 2011. Jako duchovní správce hejnické farnosti, při péči o kostel Navštívení Panny Marie spolu s Mezinárodním centrem duchovní obnovy v Hejnicích, navíc excurrendo spravuje ještě dvě další farnosti, a sice Raspenavu a Mníšek u Liberce. Od 1. října 2011 do 30. září 2016 byl jmenován soudcem pražského Metropolitního církevního soudu. Počínaje prvním březnem 2014 se stal zástupcem litoměřické diecéze ve správním výboru Českého katolického biblického díla. Od 1. ledna 2015 byl také jmenován soudcem a viceoficiálem Diecézního soudu diecéze litoměřické. Dne 1. března 2015 ho litoměřický biskup Jan Baxant ustanovil hejnickým farářem.